# Miroslav Jočić
Miroslav Jočić (cyr. Мирослав Јочић ;ur. 20 czerwca 1962) – serbski judoka, reprezentujący także Jugosławię. Olimpijczyk z Barcelony 1992, gdzie zajął 22. miejsce w wadze lekkiej.
Uczestnik mistrzostw świata w 1989 i 1991. Startował w Pucharze Świata w 1992. Zajął siódme miejsce na mistrzostwach Europy w 1989. Srebrny medalista igrzysk śródziemnomorskich w 1991 roku.

## Letnie Igrzyska Olimpijskie 1992
| Konkurencja | Eliminacje           | Klas. końcowa |
| Konkurencja | Przeciwnik I         | Miejsce       |
| ----------- | -------------------- | ------------- |
| 71 kg       | Joaquín Ruiz (ESP) P | 22.           |